# Смирнов, Павел Александрович (биолог)
Па́вел Алекса́ндрович Смирно́в (9 марта 1896 — 2 сентября 1980) — русский ботаник, флорист и систематик, знаток злаков, особо подробно изучал род Ковыль (Stipa).
С 1923 по 1980 год доцент кафедры геоботаники МГУ.
По совместительству занимал должность хранителя Гербария Московского университета с 1933 по 1935 год после смерти Дмитрия Сырейщикова. В этой должности вложил в основные фонды более 40 тысяч гербарных листов, провёл ряд организационных мероприятий по созданию отделов Гербария, в частности, создал единый крымско-кавказский отдел.
Собрал несколько десятков тысяч гербарных образцов. Обогатил Гербарий МГУ своими обширными сборами, сделанными главным образом в пределах средней полосы европейской части России, а также в Крыму, на Кавказе, Тянь-Шане и Алтае.
Описал около 70 новых видов. Издал эксикаты: «Растения Алтая» — 100 номеров и два выпуска «Избранные злаки СССР» — 101 номер.
Похоронен на кладбище деревни Лужки[уточнить] рядом с границей Приокско-Террасного заповедника.

## Публикации
- Смирнов П. А. Флора Приокско-Террасного заповедника. М., 1958. Вып. 2. 246 с.